# Ragwurz-Zikadenwespe
Die Ragwurz-Zikadenwespe (Argogorytes mystaceus) ist ein Hautflügler aus der Familie der Crabronidae. 

## Merkmale
Die Tiere erreichen eine Körperlänge von 10 bis 14 Millimetern (Weibchen) bzw. 8 bis 11 Millimetern (Männchen). Ihr Körper ist gelb-schwarz gefärbt. Das zweite Sternit ist basal mit markanten grubenförmigen Punkten versehen. Das Weibchen besitzt eine durchgehende gelbe Binde auf dem vierten Tergit des Hinterleibs. Das vorletzte Fühlerglied ist bei den Männchen 2,5 mal so lang, wie breit. 
Die ähnliche Art Argogorytes fargeii kann durch eine weniger stark ausgeprägte Punktierung am zweiten Sternit und durch eine weniger deutlich ausgebildete gelbe Binde bei den Weibchen unterschieden werden.

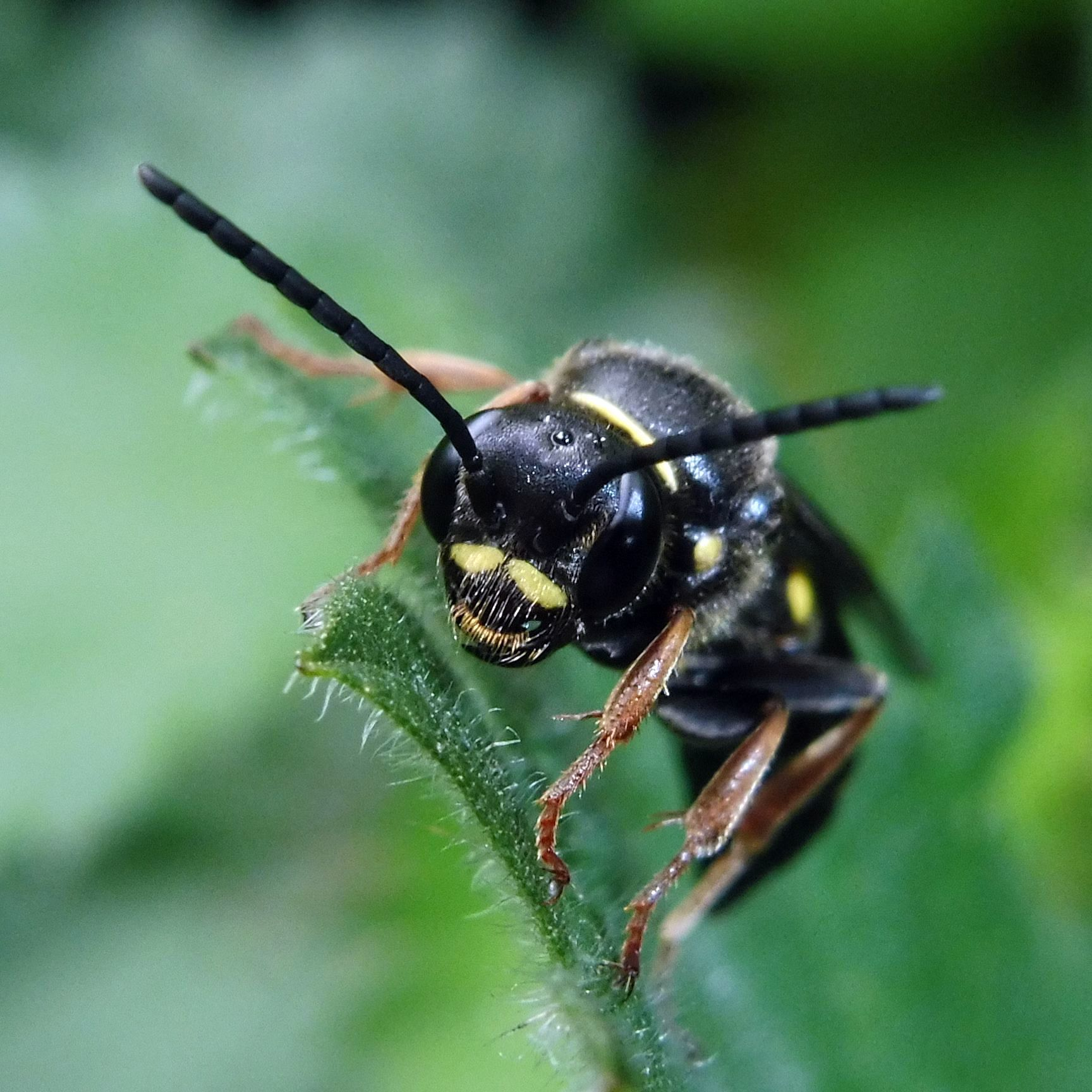
Ragwurz-Zikadenwespe (Argogorytes mystaceus), Kopf
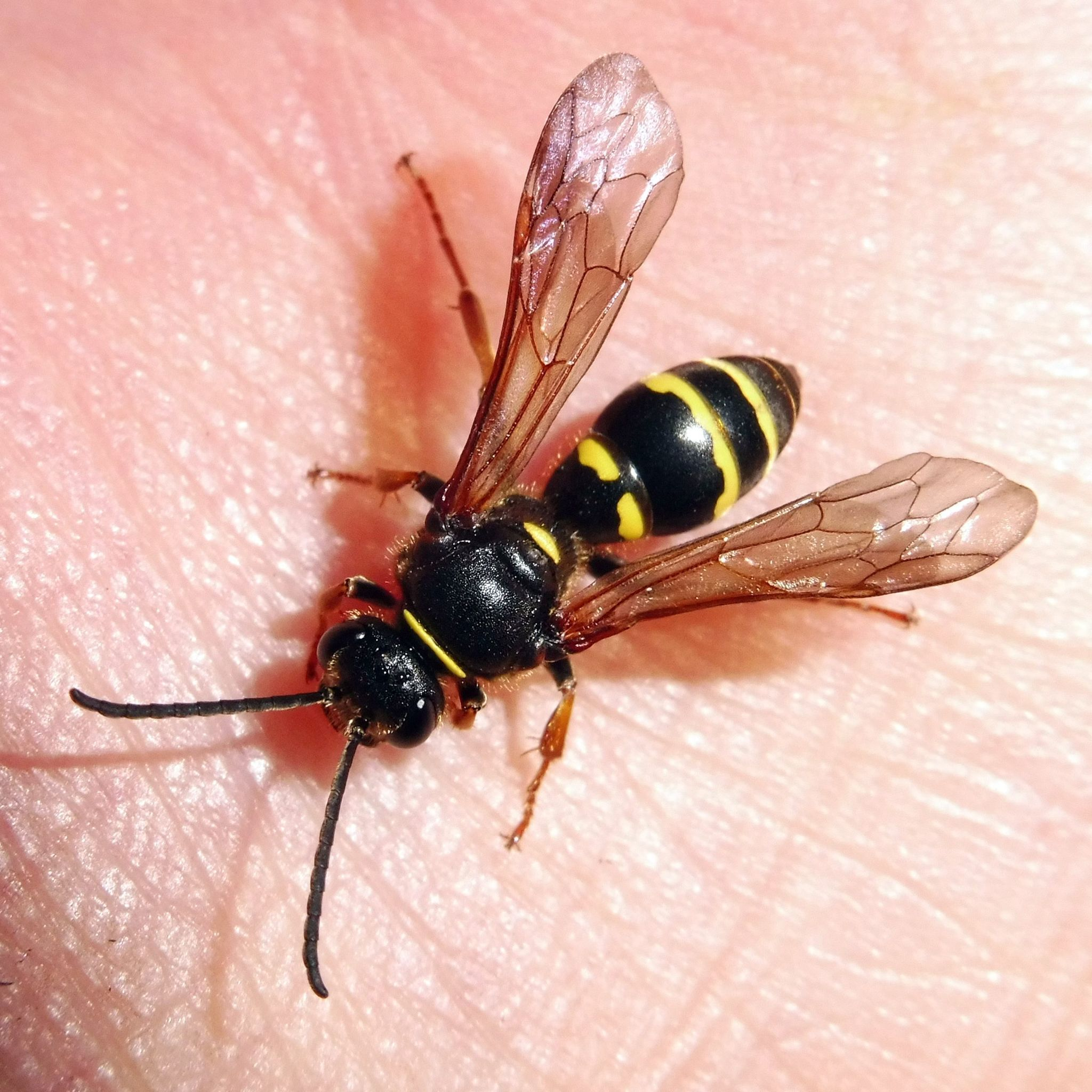
Ragwurz-Zikadenwespe (Argogorytes mystaceus), Zeichnung

## Vorkommen
Die Art kommt in Europa nördlich bis ungefähr an den Polarkreis vor. Im Osten reicht das Vorkommen über Kleinasien bis nach West-Asien. Die Art besiedelt warme bis sehr kühle Lebensräume starker Vegetation mit reichlich Blütenbewuchs auf Sandböden. Man findet sie im Gebirge bis in Höhen von über 1000 Metern. Für die Versorgung mit Beutetieren sind feuchte Biotope in der Nähe ihrer Lebensräume notwendig. Die Tiere fliegen in einer Generation von Mitte Mai bis Mitte August. Die Art kommt in Mitteleuropa verbreitet vor.

## Lebensweise
Die Weibchen von Argogorytes mystaceus legen ihr Nest im Boden an. Von einem etwa 10 Zentimeter langem senkrechten Hauptgang führen mehrere horizontale Gänge zu den einzelnen Zellen. Die Brut wird mit Larven von Schaumzikaden, insbesondere von Wiesenschaumzikaden (Philaenus spumarius) versorgt. Dazu wird der Schaum ihrer Nester mit den Vorderbeinen beiseitegeschafft und werden die Larven dann durch Stiche gelähmt. Man findet die Imagines oft auf Doldenblütlern. Die Männchen dieser Art werden von der Fliegen-Ragwurz (Ophrys insectifera) zur Bestäubung angelockt (Pseudokopulation). Argogorytes mystaceus wird von der Kuckuckswespe Nysson spinosus parasitiert.